# La Naissance de la philosophie à l'époque de la tragédie grecque

La Naissance de la philosophie à l'époque de la tragédie grecque (en allemand : Die Philosophie im tragischen Zeitalter der Griechen) est un ouvrage de Friedrich Nietzsche, non publié durant la vie de l’auteur (posthume). Le livre contient une étude et un résumé de la philosophie des Présocratiques.

## Traduction
- Friedrich Nietzsche, La Naissance de la philosophie à l'époque de la tragédie grecque, Paris, Gallimard, coll. « Folio essais », 1990 (ISBN 9782070325221).